# 國家冰球聯盟北區
國家冰球聯盟北區（National Hockey League's North Division）是國家冰球聯盟在2021年特別設計的比賽區域，是由當時31支球隊的7支加拿大隊伍組成。北美職業體育聯賽其他聯賽以美國隊伍為多數的加拿大隊伍主場賽事則改以在美國境內進行。賽季結束以後，本區解散，所屬隊伍回到原本所屬的分區。